# Refunding
El refunding se produce cuando una entidad que ha emitido bonos reembolsables pide la seguridad de la deuda de los deudores con el propósito expreso volver a emitir nueva deuda a una tasa de interés más baja. Es en esencia, la emisión de una deuda nueva, de bajo interés, que permite a la compañía reembolsar prematuramente la deuda más antigua y de mayor interés.
Por el contrario, los bonos no reembolsables pueden ser exigibles pero no pueden volver a emitirse con una tasa de pago más baja. Es decir, no pueden ser reembolsados.
El proceso de retirar o rescatar una emisión de bonos pendientes al vencimiento utilizando el producto de una nueva emisión de deuda. La nueva emisión casi siempre se emite a un tipo de interés inferior al de la emisión reembolsada, lo que garantiza una reducción significativa de los gastos por intereses del emisor.

## Rompiendo el "refunding"
Con el fin de mantener la atracción de sus emisiones de deuda a los compradores de bonos, el emisor generalmente se asegurará de que la nueva emisión tiene al menos el mismo - si no un mayor - grado de protección de crédito como los bonos reembolsados. Es probable que el refunding sea más común en un entorno de baja tasa de interés, ya que los emisores con cargas de deuda significativas tienen un incentivo para reemplazar sus bonos de mayor costo con una deuda más barata.
Por ejemplo, un emisor que reembolse una emisión de bonos de 100 millones de dólares con un cupón del 10% al vencimiento y lo reemplaza con una nueva emisión de 100 millones de dólares con un cupón del 6%, tendrá un ahorro de 4 millones de dólares en intereses por año.